# Charles de Pisseleu
Charles de Pisseleu, né en 1495 et mort le 4 septembre 1564, est un homme d'Église français. Il est évêque de Mende entre 1538 et 1544 (ou 1545), puis évêque de Condom entre 1545 et 1564. L'accession à l'évêché lui avait également conféré le titre de comte de Gévaudan, ce titre étant dévolu aux évêques de Mende, depuis l'acte de paréage signé en 1307 par le roi et Guillaume VI Durand.

## Biographie
Il était issue de la famille Pisseleu d'Heilly, famille pauvre mais de vieille et haute noblesse. Il était, par ailleurs frère d'Anne de Pisseleu, duchesse d'Étampes, et favorite de Francois Ier.
En 1538, il est nommé évêque de Mende, succédant à Jean VI de La Rochefoucauld. Il est également, à cette période abbé de Bourgueil et de St-Aubin d'Angers. Il en est le premier abbé commendataire. Une chronique de l’abbaye dit qu’il dépouilla l’aumônier, le prévôt et le cellerier....
Il est ensuite transféré de l'évêché mendois à celui de Condom vers 1545.
Il est, par ailleurs, l'oncle de Pierre de Ronsard.